# تپه گرده نو
تپه گرده نو مربوط به سده‌های میانه ومتاخر دوران‌های تاریخی پس از اسلام است و در شهرستان ثلاث باباجانی، بخش ازگله، دهستان جیگران واقع شده و این اثر در تاریخ ۳۰ تیر ۱۳۸۴ با شمارهٔ ثبت ۱۲۱۷۱ به‌عنوان یکی از آثار ملی ایران به ثبت رسیده است.